# Jules Miquel
Jules Miquel (Saint-Affrique, 10 d'abril de 1885 - París, 23 de novembre de 1966) va ser un ciclista francès, professional des del 1910 fins al 1927. Es va especialitzar el ciclisme en pista, en què va aconseguir una medalla al Campionat del Món de mig fons.

## Palmarès
- 1911
  - 2n als Sis dies de Frankfurt (amb Léon Comès)
- 1913
  - 2n al Campionat del Món de mig fons
  - 2n als Sis dies de Berlín (amb John Stol)
- 1914
  - 2n als Sis dies de Brussel·les (amb Octave Lapize)
  - 2n als Sis dies de Berlín (amb John Stol)
- 1920
  - 2n al Campionat d'Europa de mig fons
- 1921
  - 3r als Sis dies de París (amb Marcel Dupuy)